# 城前寺
城前寺（じょうぜんじ）は、神奈川県小田原市曽我谷津にある浄土宗の寺院。

## 歴史

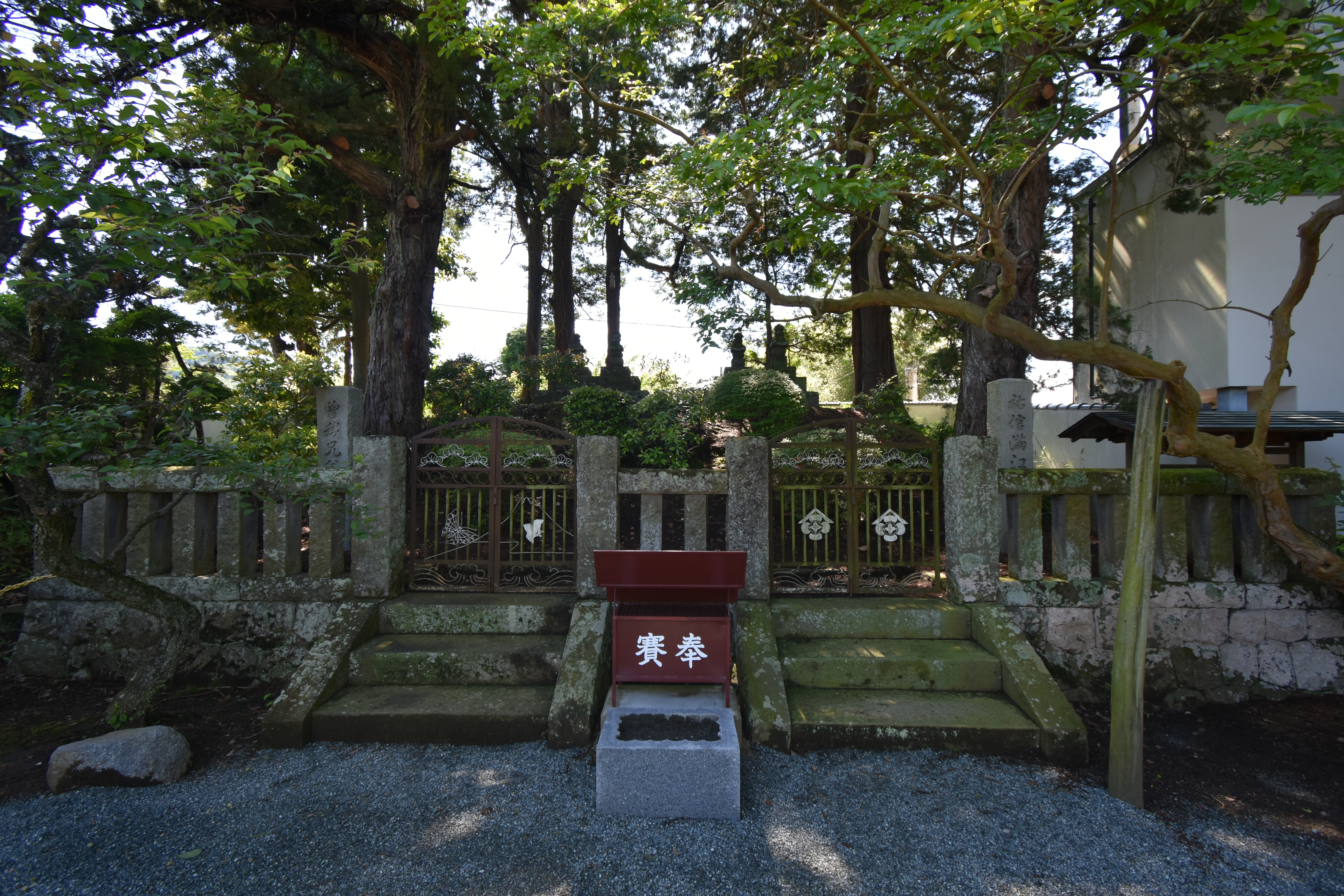
曽我兄弟・曽我太郎祐信・満江御前の墓

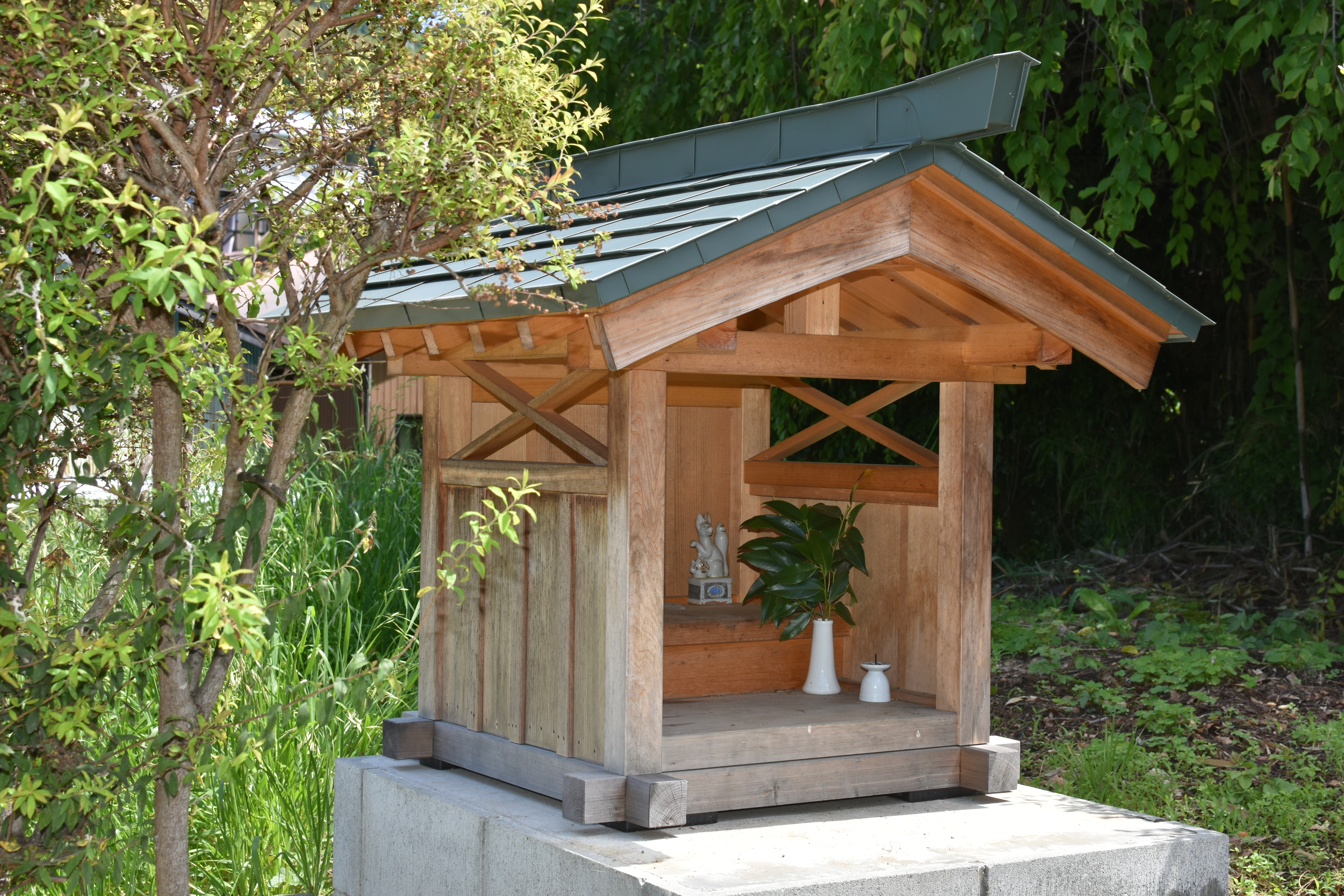
「お花畑」にある稲荷・熊野社。曽我祐信が勧請したと伝わる。

寺伝によると、曽我祐信が自身の館の後方に「稲荷山祐信院」を建立したことが由来であり、曾我兄弟の仇討ち後に宇佐美禅師が兄弟の菩提を弔うため祐信院を引き、現在の城前寺の地に庵を結んだという。
宇佐美禅師は真名本『曽我物語』（巻十）に確認される人物で、曽我兄弟の仇討ち後に兄弟が没した地である富士野を訪ね葬送し、その遺骨を曽我の里に持ち帰ったと記される人物である。
城前寺の場所は曽我氏館跡伝承地（曽我祐信屋敷跡）の前に位置し、周辺には曽我祐信に関する伝承地が点在する。境内には曽我兄弟に関する遺物等が多く残り、曽我兄弟・曽我太郎祐信・満江御前の墓や「忍石」などが残る。
遺物は城前寺に移された例も多く、曽我兄弟の墓には「お花畑」から発掘された骨壷が移され、忍石は本来一対（姥石・姫石）であった石の一方が移されたものである。もう一方は本来の位置である大山通（中村通）沿いに所在する。また同地が所在する曽我谷津からはしばしば五輪塔が発掘され、城前寺に運ばれたという。